# Stefaniola suaedicola
Stefaniola suaedicola är en tvåvingeart som beskrevs av Fedotova 1985. Stefaniola suaedicola ingår i släktet Stefaniola och familjen gallmyggor. Inga underarter finns listade i Catalogue of Life.